# La discoteca nazionale
La discoteca nazionale è un programma radiofonico, in onda il sabato notte da mezzanotte alle tre (in passato da mezzanotte all'una) su RTL 102.5. È attualmente condotto da Andrea De Sabato, con musica mixata dal dj Angel Gravagno (Sautufau). La musica è di carattere dance, house, commerciale e, più in generale, simile a quella di una discoteca (da cui il nome). Il programma nasce il 1º agosto 2013, in diretta dal Caparena Club di Taormina, condotto da Angelo Baiguini con musica mixata sempre da Sautufau, per far ballare per un'ora ogni notte d'estate fino al 25 agosto; successivamente viene prorogato fino al 1º settembre, tutte le notti in diretta dagli studi di Milano con musica mixata dal dj Massimo Alberti, per poi essere proposto con la formula attualmente in onda il sabato notte. Nell'estate 2014 il programma torna in onda ogni notte in diretta da Baia Samuele in Sicilia. Durante le estati 2015 e 2016 il programma è nuovamente in onda dal Caparena Club di Taormina.
È anche in radiovisione sul canale 736 di Sky Italia e sul canale 36 del digitale terrestre, e della piattaforma Tivùsat.